# Boschdijk 525
Boschdijk 525 is een in 1964 voltooide kantoortoren in het stadsdeel Woensel-Zuid in Eindhoven, in de Nederlandse provincie Noord-Brabant.
Het gebouw is gelegen aan de Boschdijk en was tot 2001 het hoofdkantoor van Philips Nederland. Het was tot 1999 het hoogste kantoor- of woongebouw van Eindhoven, maar raakte die positie kwijt bij de oplevering van De Regent.
Binnen Philips stond het gebouw bekend onder de naam VB, waarbij de V verwijst naar kantorenpark Vredeoord en de letter B de aanduiding is voor het gebouw. Zo waren er ook de gebouwen VA, VH, VP en VO op het kantorenpark.
Het bouwwerk bestaat behalve uit hoogbouw uit laagbouw, het werd 22 juli 2021 ingeschreven in het register van rijksmonumenten.